# Oreu
Oreu (em grego: Ωρεοί; romaniz.: Oreoí ou em grego: Ωρεών; romaniz.: Oreón[a]) é uma aldeia e antigo município da Grécia, situado na ilha de Eubeia. Administrativamente faz parte, desde 2011, da unidade municipal de  Istiaia-Aidipsos, unidade regional de Eubeia e da região da Grécia Central. O município tem 49,9 km² de área e em 2001 tinha 3 392 habitantes (densidade: 68 hab./km²), dos quais cerca de 1 300 viviam na aldeia.
As fontes históricas clássicas mencionam duas cidades na zona: a de Oreu ou Oreia (Oreum, Oreus ou Horœus) e a de Héstia ou Hestíea (Histieia ou Histiaia; ), mas algumas consideram que se trata de nomes diferentes para a mesma cidade, enquanto outras referem que Oreu sucedeu à anteriormente existente Héstia. A acrópole de Héstia situava-se no cimo duma colina perto da atual aldeia de Nova Pírgos (Neos Pyrgos), situada dois quilómetros a sudoeste de Oreu. Nova Pírgos foi fundada em 1924 por refugiados da Ásia Menor originários da aldeia de Pirgo, perto de Istambul. Eufreu, um discípulo de Platão era natural de Oreu. Em 1965, foi encontrada no porto de Oreu uma estátua em mármore dum touro, parte dum monumento funerário do século IV a.C..
A partir do início do século XIII d.C., a cidade foi a residência do co-senhor que dominava a parte setentrional da ilha de Eubeia, que constituía então o Senhorio de Negroponte.[b] A aldeia costeira moderna foi construída segundo uma planta regular a partir de 1833; até essa data, o litoral não era habitado.